# Dendrocolaptini
Dendrocolaptini es una tribu de aves paseriformes perteneciente a la familia Furnariidae, subfamilia Dendrocolaptinae que incluye a 12 géneros con alrededor de 58 especies nativas de la América tropical (Neotrópico), donde se distribuyen desde el norte de México, a través de América Central y del Sur, hasta el centro de Argentina. Incluye a los trepatroncos y picoguadañas.

## Etimología
El nombre de la subfamilia deriva del género tipo: Dendrocolaptes Hermann, 1804, que etimológicamente deriva del griego «δενδροκολαπτης dendrokolaptēs»: pájaro que picotea los árboles, que se compone de las palabras «δενδρον dendron»: árbol y «κολαπτω kolaptō»: picotear.

## Características
Esta tribu es un grupo bastante uniforme salvo por el tamaño y forma de sus picos. A pesar de que son relativamente fáciles de ver, la identificación de las diferentes especies puede ser difícil. Son arborícolas, a excepción del género Drymornis, habitando bosques tropicales y subtropicales de variados tipos, aunque alcanzan su máxima diversidad en bosque Amazónico. Sus colas rígidas tienen astas curvas y expuestas que les ayuda a trepar los troncos y ramas en forma similar a los pájaros carpinteros. Se alimentan principalmente de insectos cazados en los troncos de los árboles. Son pájaros de bosque que anidan en huecos de árboles, donde ponen dos o tres huevos blancos que incuban durante unos quince días. Muchas de las especies son seguidoras de hormigas legionarias esperando para capturar los insectos espantados por las mismas.

## Taxonomía
El Comité de Clasificación de Sudamérica (SACC) propuso y aprobó dividir a la familia Furnariidae en tres subfamilias: Sclerurinae, basal a todos los furnáridos, Dendrocolaptinae y Furnariinae; posteriormente se reorganizó la secuencia linear de géneros de acuerdo con los amplios estudios filogenéticos de Derryberry et al. (2011). También se propone dividir a Dendrocolaptinae en dos tribus: Sittasomini y la presente, como adoptado por Aves del Mundo (HBW).
Otra alternativa, siguiendo al estudio de Ohlson et al. (2013), con base en diversos estudios genéticos anteriores, sería dividir a la familia Furnariidae en tres familias: Scleruridae,  Dendrocolaptidae, y la propia Furnariidae.
El Comité Brasileño de Registros Ornitológicos (CBRO) adopta el concepto de familia Dendrocolaptidae a partir de la Lista comentada de las aves de Brasil 2015, así como también la clasificación Avibase.

## Géneros
Según el ordenamiento propuesto la presente tribu agrupa a los siguientes géneros:
- - Glyphorynchus
  - Dendrexetastes
  - Nasica
  - Dendrocolaptes
  - Hylexetastes
  - Xiphocolaptes
  - Xiphorhynchus
  - Dendroplex
  - Campylorhamphus
  - Drymotoxeres
  - Drymornis
  - Lepidocolaptes